# Tamaki (détroit)
Pour les articles homonymes, voir Tamaki (homonymie).

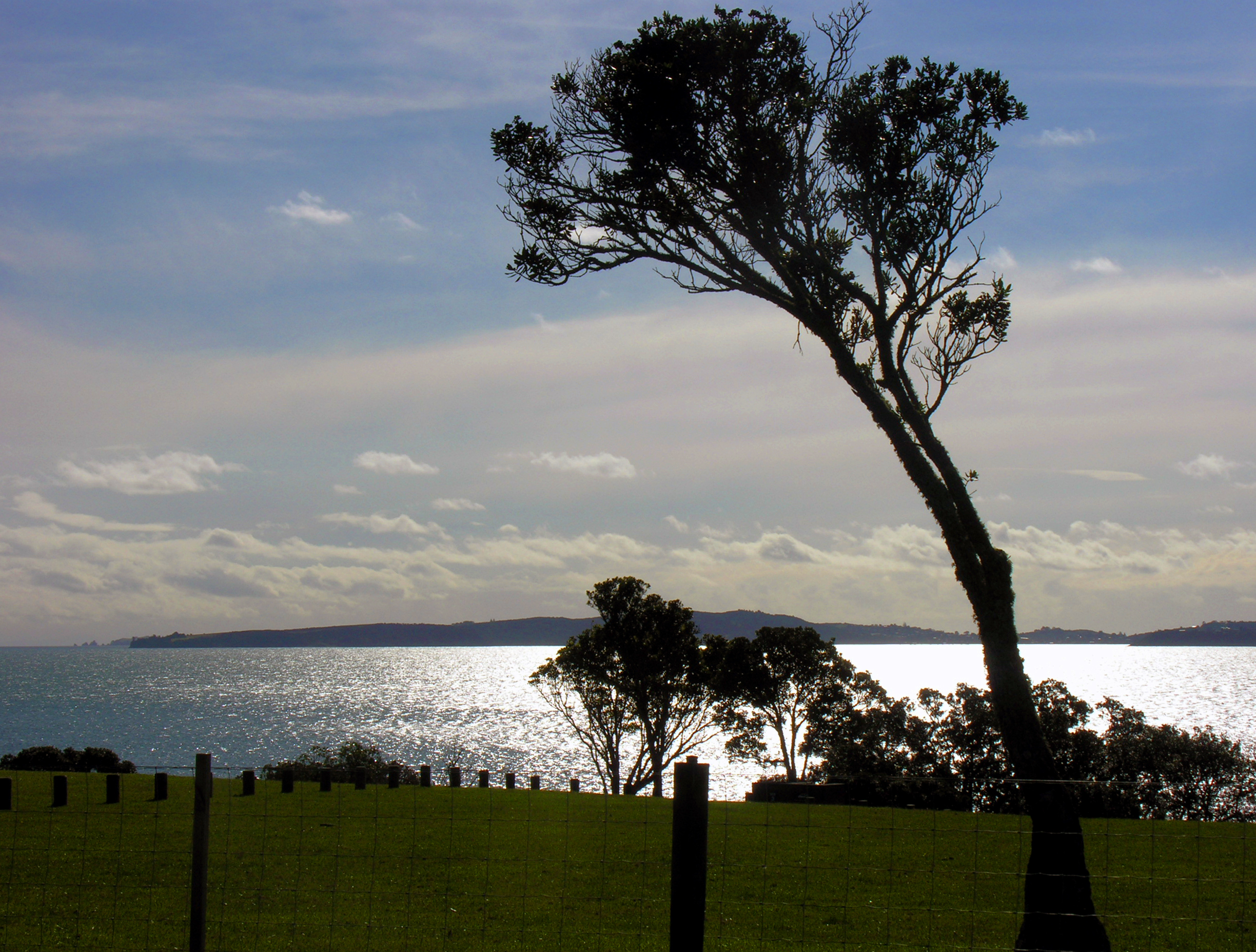
Photographie du détroit de Tamaki et de l'île de Waiheke, prise depuis Beachlands.

Le détroit de Tamaki  est une des nombreuses passes situées entre les îles de l’intérieur du golfe de Hauraki, tout près de l’embouchure de Waitemata Harbour près de la ville d’Auckland dans l'île du Nord de la Nouvelle-Zélande.
Le détroit sépare la masse principale des terres de l’île du Nord de l’île de Waiheke le long de la berge sud du golfe et du côté est de la cité d’Auckland.